# Ashmeadiella rhodognatha
Ashmeadiella rhodognatha är en biart som beskrevs av Cockerell 1924. Ashmeadiella rhodognatha ingår i släktet Ashmeadiella och familjen buksamlarbin. Inga underarter finns listade i Catalogue of Life.